# Борозенко Олександр Володимирович
Олександр Володимирович Борозенко (рос. Александр Владимирович Борозенко; народився 6 грудня 1977 у м. Москві, СРСР) — російський хокеїст, лівий нападник.  
Виступав за «Динамо» (Москва), ЦСКА (Москва), «Динамо-Енергія» (Єкатеринбург), «Кристал» (Електросталь), «Витязь» (Подольськ), «Могильов».
Срібний призер МХЛ (1996). Бронзовий призер чемпіонату Білорусі (2003, 2005).